# Muzeul Civilizațiilor Europene și Mediteraneene
Muzeul Civilizațiilor Europene și Mediteraneene (Mucem; în franceză Musée des Civilisations de l'Europe et de la Méditerranée) este un muzeu național situat în Marsilia, Franța. A fost inaugurat la 7 iunie 2013 ca parte a Marseille-Provence 2013, un an în care Marsilia a fost desemnată Capitală Europeană a Culturii. În 2015, a câștigat Premiul Muzeului Consiliului Europei.

## Prezentare generală
Muzeul este dedicat civilizațiilor europene și mediteraneene. Cu o colecție permanentă care prezintă fertilizarea încrucișată istorică și culturală în bazinul mediteraneean, acesta adoptă o abordare interdisciplinară a societății de-a lungul veacurilor până în timpurile moderne.
Muzeul este construit pe un teren recuperat la intrarea în port, lângă Fortul Saint-Jean construit în secolul al XVII-lea și al unui fost terminal portuar numit J4. Un canal separă noua clădire de Fort Saint-Jean, care a fost restructurat ca parte a proiectului. Cele două situri sunt legate de o pasarelă înaltă, lungă de 130 m. O altă pasarelă leagă Fortul Saint-Jean de Esplanade de la Tourette, lângă biserica St Laurent din cartierul Panier.
Muzeul, construit „din piatră, apă și vânt”, a fost proiectat de arhitectul Rudy Ricciotti în colaborare cu arhitectul Roland Carta. Un cub de 160.000 de metri pătrați înconjurat de o carcasă din beton armat cu fibre, găzduiește exponate pe două niveluri, cu un auditoriu subteran de 400 de locuri. Colecția permanentă și librăria sunt situate la parter. Pe terasa din partea de sus a clădirii există un restaurant cu vedere panoramică spre golful Marsilia, Corniche și Prado.

## Fotografii din galerie

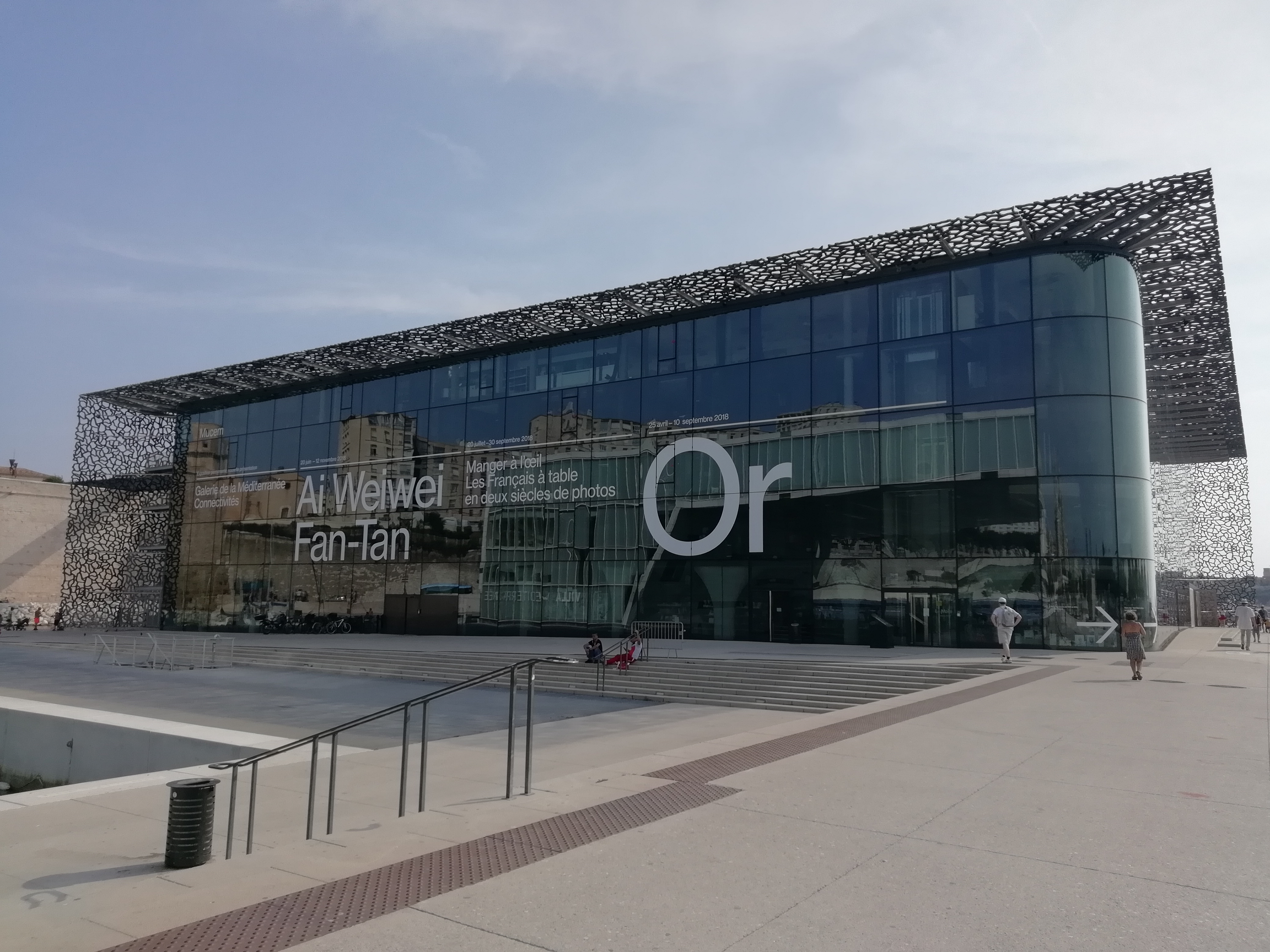
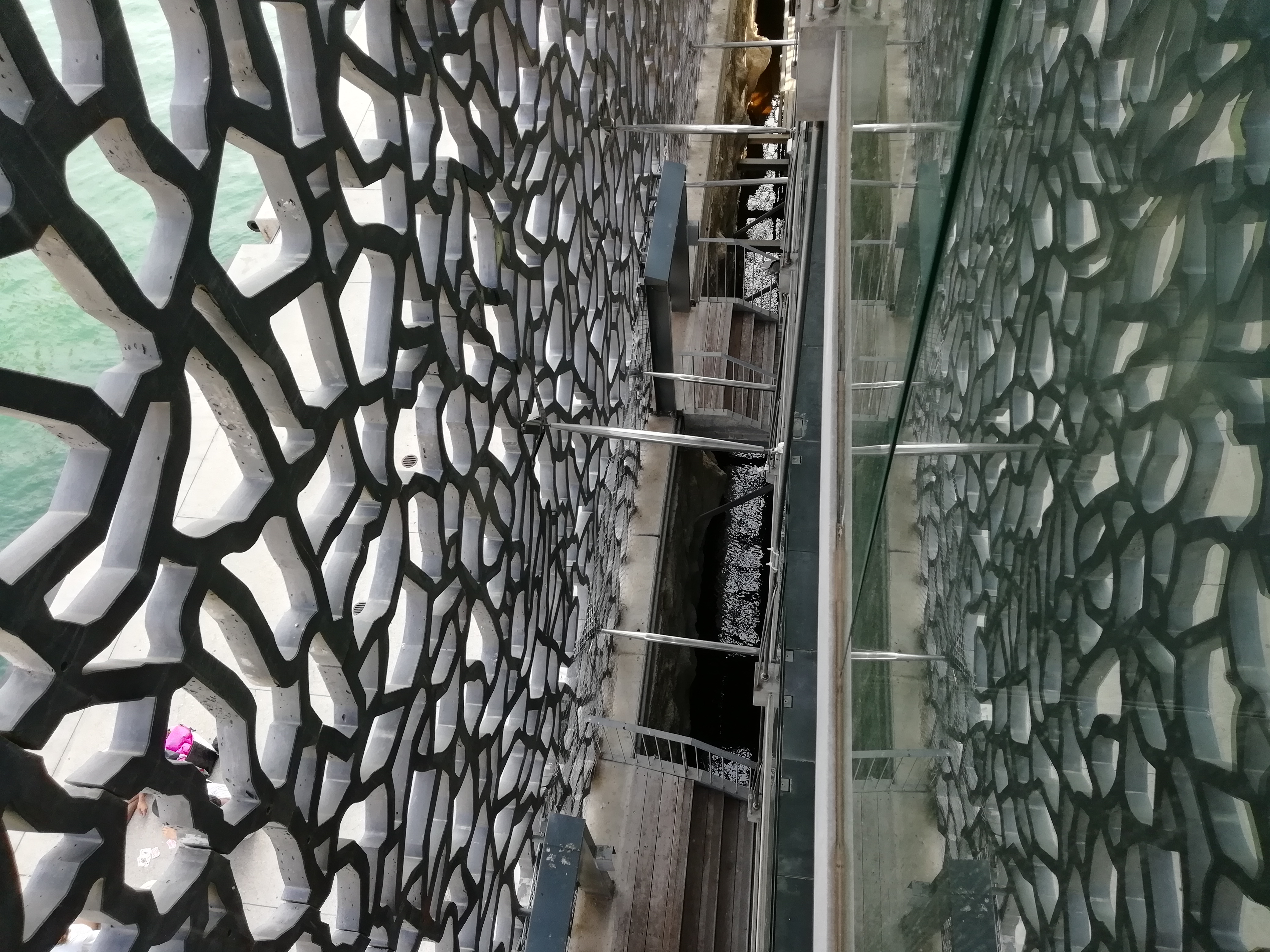
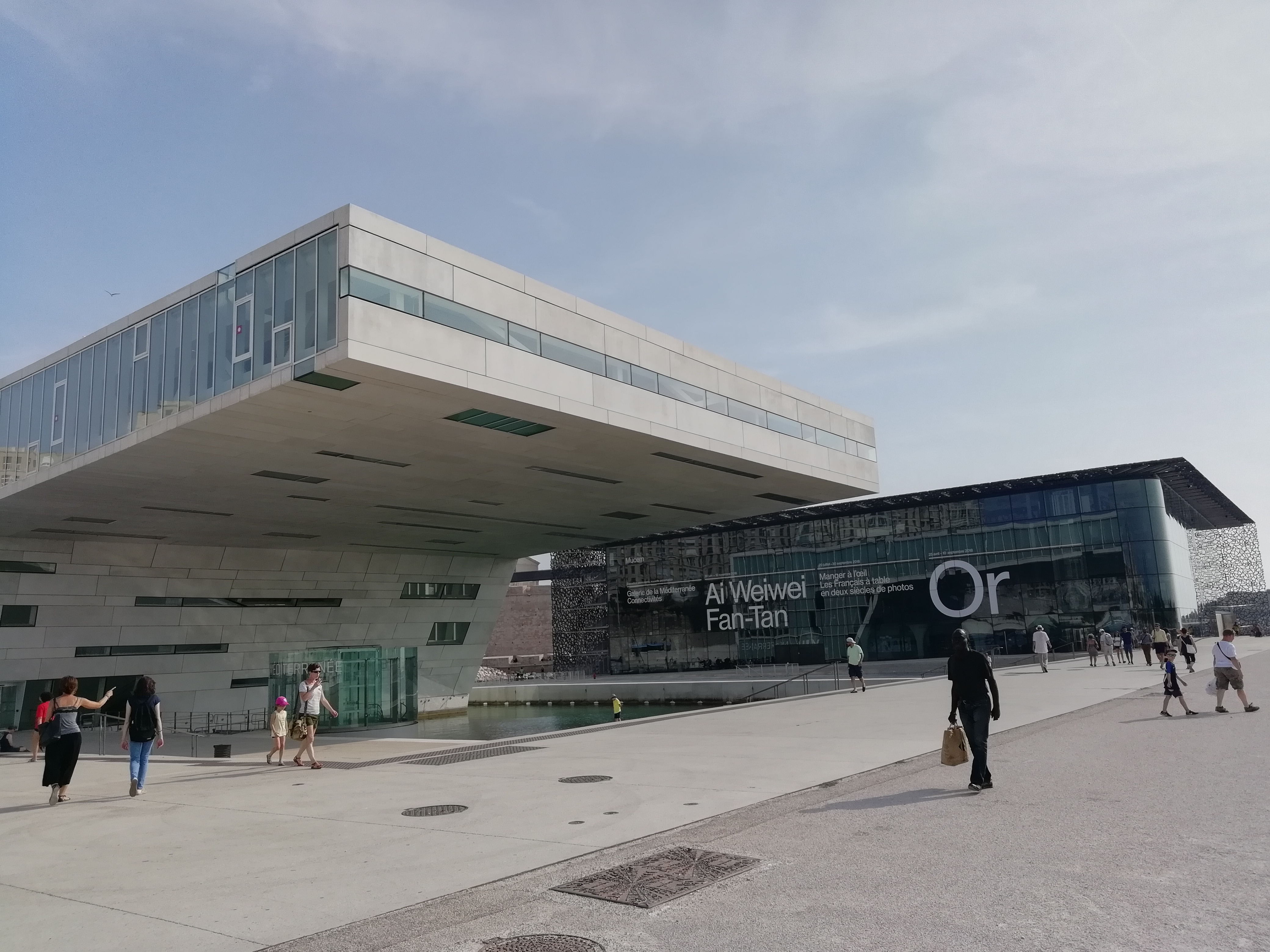